# Korisliiga 2014-15
La temporada 2014-2015 de la Korisliiga fue la edición número 75 de la Korisliiga, el primer nivel de baloncesto en Finlandia. La temporada regular cuádruple comenzó en octubre de 2014 y finalizó la competición en mayo de 2015. El campeón fue el Joensuun Kataja, que conseguía su primer título, clasificándose además para la Eurocup 2015-16.

## Formato
Los once equipos jugarían cuatro equipos contra cada uno de los otros equipos para un total de 40 partidos. Los ocho equipos mejor calificados se unirían a los playoffs, mientras el último clasificado descendía a la Primera División.

## Equipos
Lappeenrannan NMKY abandonó la liga al término de la temporada anterior debido a problemas económicos.
| Equipo            | Ciudad    | Pabellón                   |
| ----------------- | --------- | -------------------------- |
| Helsinki Seagulls | Helsinki  | Töölö Sports Hall          |
| Nilan Bisons      | Loimaa    | Energia Areena             |
| Kataja            | Joensuu   | Joensuu Areena             |
| Karhu             | Kauhajoki | Kauhajoen Yhteiskoulu      |
| Kobrat            | Lapua     | Lapuan Urheilutalo         |
| Kouvot            | Kouvola   | Mansikka-Ahon Urheiluhalli |
| KTP               | Kotka     | Steveco-Areena             |
| Namika Lahti      | Lahti     | Suurhalli Areena           |
| Pyrintö           | Tampere   | Pyynikin Palloiluhalli     |
| Tapiolan Honka    | Espoo     | Tapiolan Urheiluhalli      |
| Salon Vilpas      | Salo      | Salohalli                  |

## Temporada regular

### Clasificación
| Pos. | Equipo            | PJ | G  | P  | PF   | PC   | DP   | Pts | Clasificación o descenso    |
| ---- | ----------------- | -- | -- | -- | ---- | ---- | ---- | --- | --------------------------- |
| 1    | KTP               | 40 | 29 | 11 | 3302 | 3207 | +95  | 69  | Clasificados para Playoffs  |
| 2    | Kataja            | 40 | 27 | 13 | 3472 | 3192 | +280 | 67  | Clasificados para Playoffs  |
| 3    | Kauhajoen Karhu   | 40 | 27 | 13 | 3402 | 3212 | +190 | 67  | Clasificados para Playoffs  |
| 4    | Bisons Loimaa     | 40 | 24 | 16 | 3180 | 3102 | +78  | 64  | Clasificados para Playoffs  |
| 5    | Kouvot            | 40 | 24 | 16 | 3306 | 3175 | +131 | 64  | Clasificados para Playoffs  |
| 6    | Tampereen Pyrintö | 40 | 20 | 20 | 3201 | 3116 | +85  | 60  | Clasificados para Playoffs  |
| 7    | Namika Lahti      | 40 | 17 | 23 | 2944 | 3012 | −68  | 57  | Clasificados para Playoffs  |
| 8    | Helsinki Seagulls | 40 | 17 | 23 | 3082 | 3087 | −5   | 57  | Clasificados para Playoffs  |
| 9    | Korikobrat        | 40 | 13 | 27 | 3131 | 3375 | −244 | 53  |                             |
| 10   | Salon Vilpas      | 40 | 11 | 29 | 2977 | 3154 | −177 | 51  |                             |
| 11   | Tapiolan Honka    | 40 | 10 | 30 | 3076 | 3441 | −365 | 50  | Descenso a Primera División |

 Fuente: Korisliiga

### Jornadas 1-20
| Local \ Visitante    | BIS   | HEL   | HON   | KAT   | KAU    | KOR    | KOU   | KTP    | LAH   | SAL   | TAM    |
| -------------------- | ----- | ----- | ----- | ----- | ------ | ------ | ----- | ------ | ----- | ----- | ------ |
| Bisons Loimaa        |       | 87–71 | 80–69 | 62–90 | 74–69  | 79–74  | 93–79 | 76–81  | 75–82 | 94–89 | 76–71  |
| Helsinki Seagulls    | 84–64 |       | 91–67 | 90–85 | 67–72  | 69–60  | 74–79 | 81–84  | 86–88 | 86–83 | 76–73  |
| Tapiolan Honka       | 57–91 | 95–87 |       | 88–93 | 85–103 | 81–66  | 72–64 | 85–87  | 79–64 | 71–85 | 90–103 |
| Kataja Basket Club   | 81–86 | 88–64 | 88–74 |       | 77–89  | 85–73  | 87–78 | 89–100 | 87–80 | 84–68 | 92–76  |
| Kauhajoen Karhu      | 97–91 | 92–87 | 94–79 | 90–88 |        | 86–89  | 90–59 | 96–91  | 94–70 | 91–78 | 96–75  |
| Korikobrat           | 73–84 | 71–92 | 88–84 | 80–81 | 63–76  |        | 93–76 | 83–87  | 70–72 | 79–88 | 68–86  |
| Kouvot               | 85–82 | 94–77 | 95–73 | 68–90 | 91–83  | 108–74 |       | 76–88  | 83–77 | 76–75 | 89–80  |
| KTP-Basket           | 77–76 | 84–81 | 73–74 | 97–95 | 98–95  | 97–84  | 90–77 |        | 77–67 | 81–74 | 86–83  |
| Namika Lahti         | 58–63 | 80–58 | 88–72 | 77–74 | 90–84  | 86–93  | 62–91 | 74–81  |       | 80–55 | 77–63  |
| Salon Vilpas Vikings | 61–73 | 81–60 | 80–70 | 75–82 | 74–79  | 94–83  | 62–79 | 73–85  | 61–68 |       | 72–52  |
| Tampereen Pyrintö    | 88–71 | 69–78 | 90–67 | 78–87 | 78–67  | 94–81  | 78–84 | 85–83  | 81–51 | 77–53 |        |

### Jornadas 21-40
| Local \ Visitante    | BIS   | HEL   | HON    | KAT   | KAU   | KOR    | KOU    | KTP   | LAH   | SAL    | TAM    |
| -------------------- | ----- | ----- | ------ | ----- | ----- | ------ | ------ | ----- | ----- | ------ | ------ |
| Bisons Loimaa        |       | 85–70 | 106–67 | 94–89 | 98–94 | 60–81  | 82–71  | 65–67 | 79–63 | 82–64  | 76–71  |
| Helsinki Seagulls    | 89–71 |       | 88–74  | 70–83 | 64–76 | 89–55  | 76–65  | 81–87 | 59–70 | 75–60  | 72–75  |
| Tapiolan Honka       | 79–88 | 72–73 |        | 99–87 | 79–90 | 79–88  | 78–74  | 87–96 | 53–62 | 80–103 | 77–106 |
| Kataja Basket Club   | 95–83 | 87–78 | 97–78  |       | 95–81 | 106–87 | 77–91  | 82–68 | 94–76 | 87–74  | 87–81  |
| Kauhajoen Karhu      | 88–83 | 85–78 | 72–79  | 63–87 |       | 88–83  | 104–61 | 90–71 | 85–59 | 86–83  | 95–82  |
| Korikobrat           | 88–78 | 75–82 | 95–81  | 80–92 | 69–66 |        | 92–78  | 77–74 | 86–72 | 87–85  | 84–88  |
| Kouvot               | 85–66 | 85–66 | 92–68  | 97–84 | 85–87 | 97–66  |        | 87–85 | 96–75 | 105–72 | 75–88  |
| KTP-Basket           | 70–88 | 61–85 | 92–96  | 74–65 | 85–73 | 91–86  | 92–73  |       | 68–67 | 98–81  | 62–79  |
| Namika Lahti         | 76–46 | 82–70 | 58–76  | 78–84 | 95–98 | 84–57  | 93–84  | 73–83 |       | 73–67  | 70–57  |
| Salon Vilpas Vikings | 75–81 | 67–83 | 86–88  | 55–82 | 78–82 | 92–75  | 52–91  | 67–69 | 77–57 |        | 82–77  |
| Tampereen Pyrintö    | 84–91 | 76–75 | 78–74  | 93–89 | 94–56 | 88–85  | 81–83  | 81–82 | 66–80 | 76–75  |        |

## Playoffs
|  | Cuartos de final | Cuartos de final  | Cuartos de final |                 |   | Semifinales | Semifinales | Semifinales |   |              | Finales       | Finales         | Finales |  |
|  |                  |                   |                  |                 |   |             |             |             |   |              |               |                 |         |  |
|  |                  |                   |                  |                 |   |             |             |             |   |              |               |                 |         |  |
|  | 1                | KTP               | 3                |                 |   |             |             |             |   |              |               |                 |         |  |
|  | 1                | KTP               | 3                |                 |   |             |             |             |   |              |               |                 |         |  |
|  | 8                | Helsinki Seagulls | 0                |                 |   |             |             |             |   |              |               |                 |         |  |
|  | 8                | Helsinki Seagulls | 0                |                 | 1 | KTP         | 2           |             |   |              |               |                 |         |  |
|  |                  |                   |                  |                 | 1 | KTP         | 2           |             |   |              |               |                 |         |  |
|  |                  |                   | 4                | Bisons Loimaa   | 3 |             |             |             |   |              |               |                 |         |  |
|  | 4                | Bisons Loimaa     | 4                | Bisons Loimaa   | 3 | 3           |             |             |   |              |               |                 |         |  |
|  | 4                | Bisons Loimaa     |                  |                 |   |             |             |             |   |              |               |                 |         |  |
|  | 5                | Kouvot            | 0                |                 |   |             |             |             |   |              |               |                 |         |  |
|  | 5                | Kouvot            | 0                |                 |   |             |             |             |   | 4            | Bisons Loimaa | 2               |         |  |
|  |                  |                   |                  |                 |   |             |             |             |   | 4            | Bisons Loimaa | 2               |         |  |
|  |                  |                   | 2                | Kataja          | 3 |             |             |             |   |              |               |                 |         |  |
|  | 3                | Kauhajoen Karhu   | 2                | Kataja          | 3 | 3           |             |             |   |              |               |                 |         |  |
|  | 3                | Kauhajoen Karhu   |                  |                 |   |             |             |             |   |              |               |                 |         |  |
|  | 6                | Tampereen Pyrintö | 2                |                 |   |             |             |             |   |              |               |                 |         |  |
|  | 6                | Tampereen Pyrintö | 2                |                 | 2 | Kataja      | 3           |             |   | Tercer lugar | Tercer lugar  | Tercer lugar    |         |  |
|  |                  |                   |                  |                 | 2 | Kataja      | 3           |             |   | Tercer lugar | Tercer lugar  | Tercer lugar    |         |  |
|  |                  |                   | 3                | Kauhajoen Karhu | 2 |             |             |             |   |              |               |                 |         |  |
|  | 2                | Kataja            | 3                | Kauhajoen Karhu | 2 | 3           |             |             | 1 | KTP          | 1             |                 |         |  |
|  | 2                | Kataja            |                  |                 |   |             |             |             | 1 | KTP          | 1             |                 |         |  |
|  | 7                | Namika Lahti      | 2                |                 |   |             |             |             |   |              | 3             | Kauhajoen Karhu | 0       |  |
|  | 7                | Namika Lahti      | 2                |                 |   |             |             |             |   |              | 3             | Kauhajoen Karhu | 0       |  |
|  |                  |                   |                  |                 |   |             |             |             |   |              |               |                 |         |  |